# Triconobunus
Triconobunus is een geslacht van hooiwagens uit de familie Triaenonychidae.
De wetenschappelijke naam Triconobunus is voor het eerst geldig gepubliceerd door Roewer in 1914. 

## Soorten
Triconobunus is monotypisch en omvat slechts de volgende soort:
- Triconobunus horridus